# Beeldengalerij Het Depot

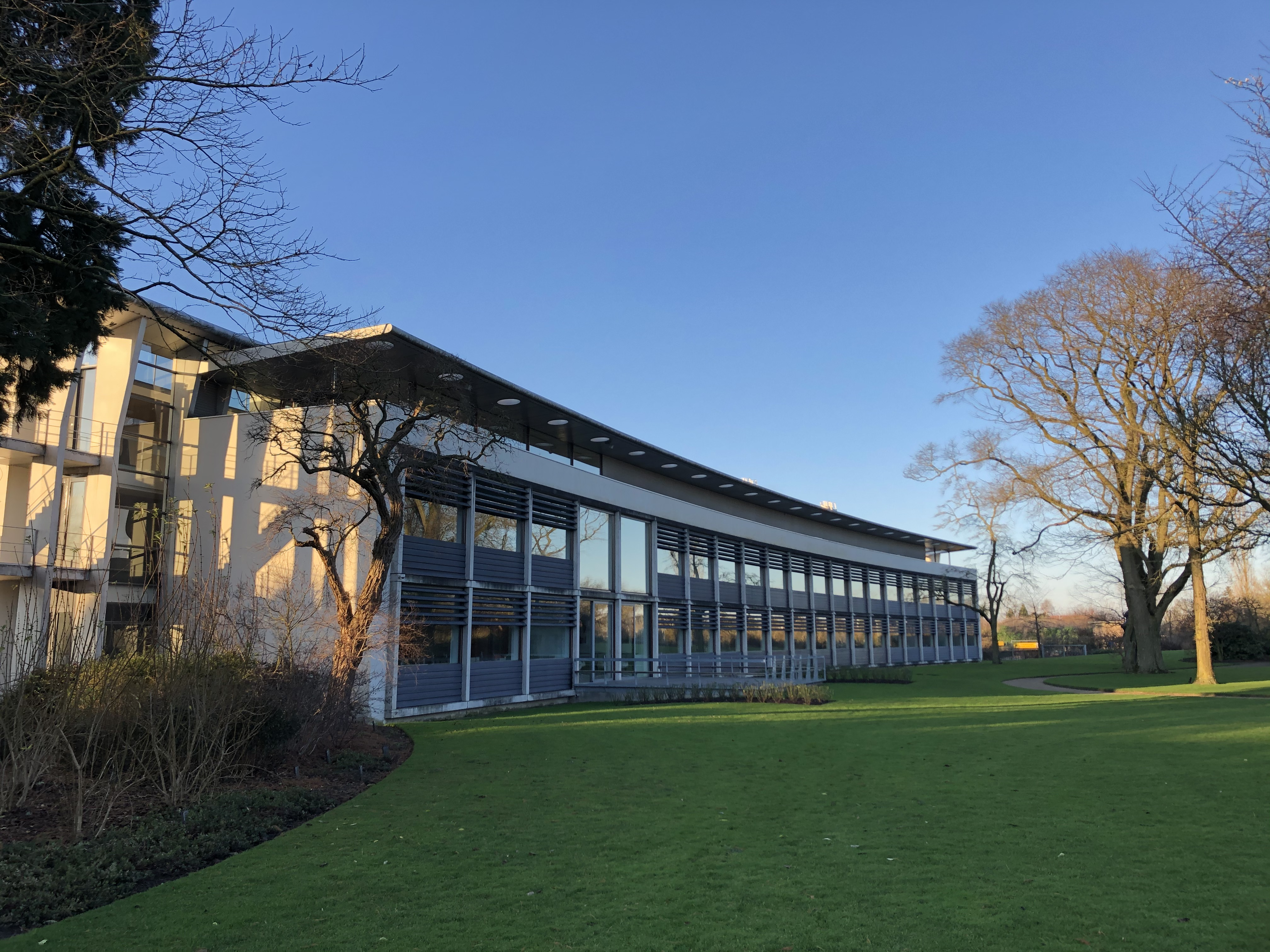
Het Depot, gebouw "De Banaan", gezien vanaf het arboreum

Beeldengalerij Het Depot is een museum in Wageningen. Het museum heeft zowel permanente als tijdelijke tentoonstellingen over hedendaagse beeldhouwkunst. In de collectie staat de mens centraal en de menselijke maat is terug te vinden in de tentoonstellingen. Aanraken van de beelden is toegestaan en de toegang is gratis. Het Depot omschrijft zichzelf nadrukkelijk niet als museum, maar als 'beeldengalerij'. De beelden in Het Depot zijn overwegend aangekocht van de kunstenaars.
Het Depot wordt geheel bekostigd door de Stichting Utopa van filantroop Loek Dijkman.
Het Depot is gevestigd op drie locaties, met elkaar verbonden door de Arboreta De Dreijen en Hinkeloord. Ook deze arboreta horen bij Het Depot.